# Papyrus Oxyrhynque 1007
 (avril 2020).

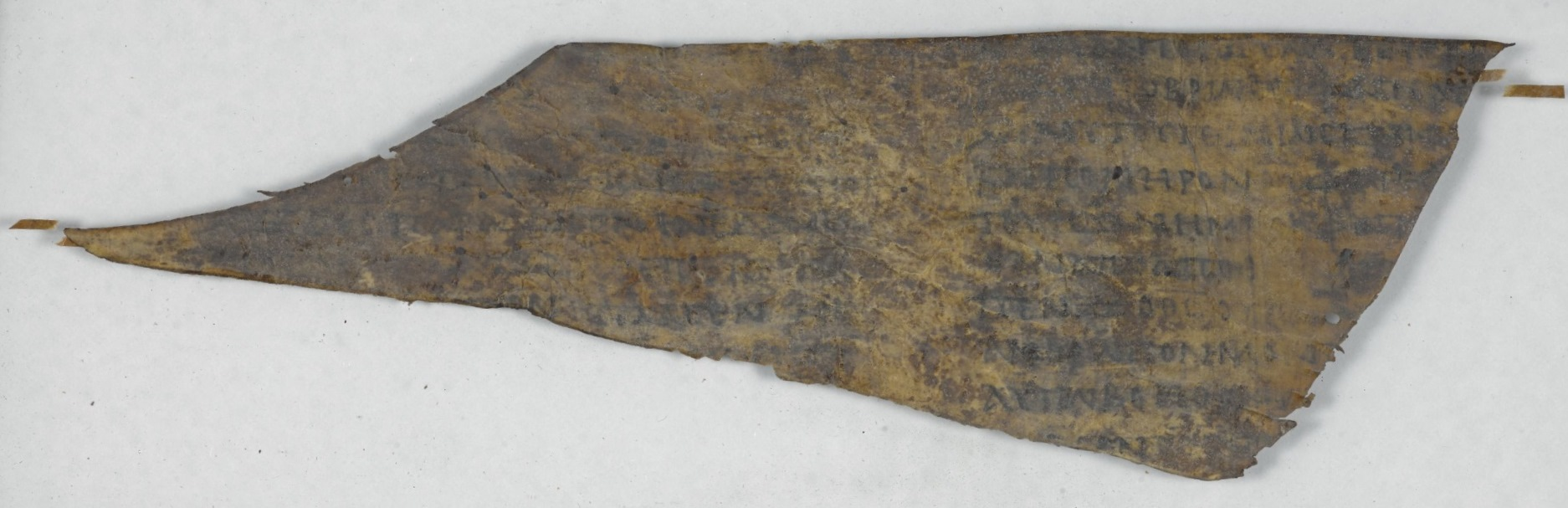
LXXP.Oxy.VII.1007 manuscrit portant le nom de Dieu YHWH écrit avec les lettres zz

Papyrus Oxyrhynque 1007 (LXXP.Oxy.VII.1007) est un fragment en papyrus de la Septante, une version de la Bible hébraïque en langue grecque. Le manuscrit rend le nom divin en lettres hébraïques avec un double Yodh (zz).

## Emplacement
Le manuscrit est conservé au Sackler library à Oxford.